# Sky Airline
Sky Airline – chilijska linia lotnicza z siedzibą w Santiago. Jest drugą co do wielkości linią lotniczą w kraju. Głównym węzłem jest port lotniczy Santiago de Chile.
Agencja ratingowa Skytrax przyznała linii trzy gwiazdki.
Obsługuje połączenia krajowe i międzynarodowe do 44 portów lotniczych w 7 krajach Ameryki Południowej.

## Flota
Według stanu na maj 2025 flota Sky Airline składała się z 36 samolotów o średnim wieku 4,3 lat:

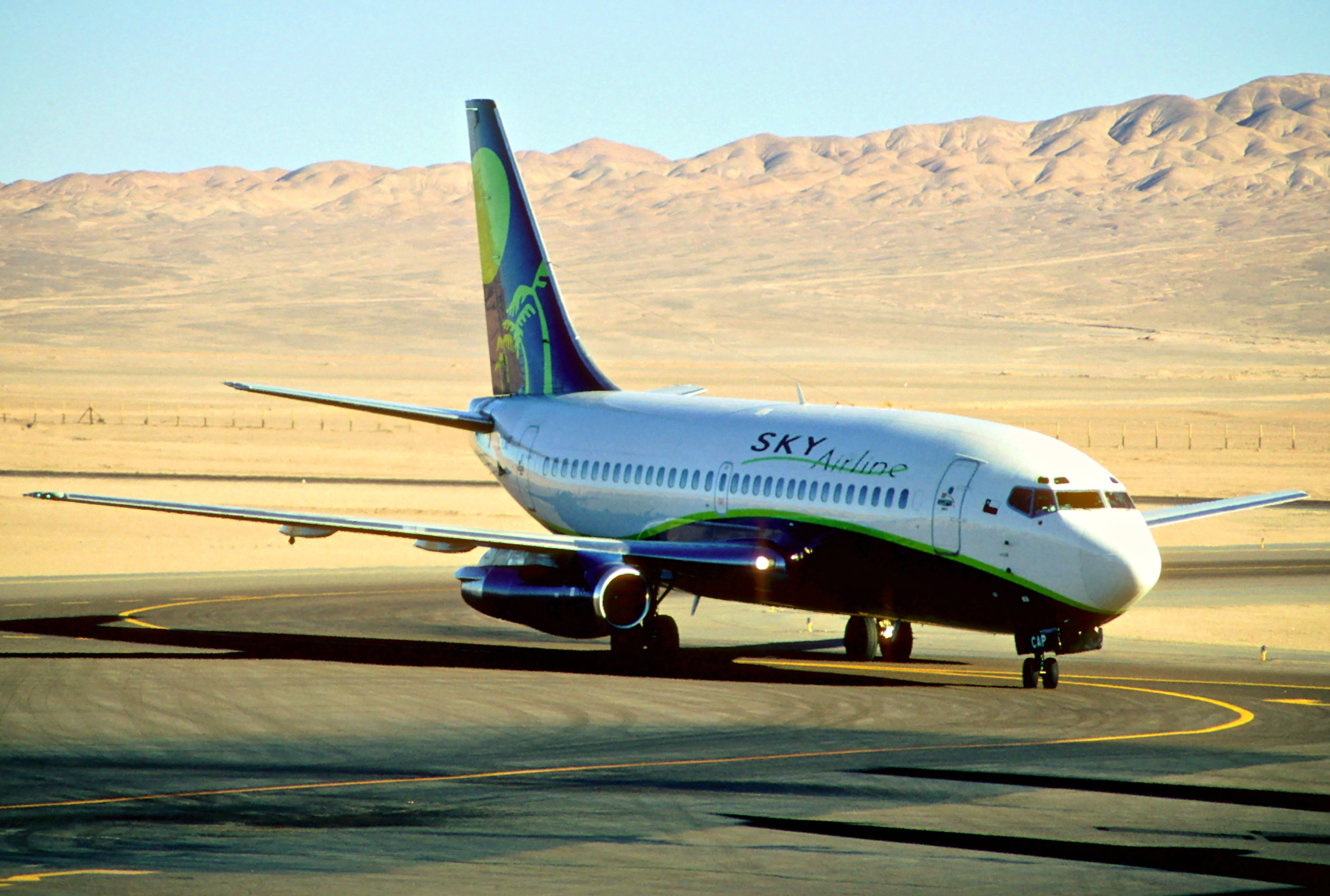
Boeing 737-236 CC-CAP – Pierwszy samolot we flocie Sky Airline.

| Samolot        | Samolot | Samolot   | Liczba miejsc | Liczba miejsc | Uwagi |
| Model          | Aktywne | Zamówione | E             | Łącznie       | Uwagi |
| -------------- | ------- | --------- | ------------- | ------------- | ----- |
| Airbus A320neo | 29      | -         | 186           | 186           |       |
| Airbus A321neo | 7       | -         | 238           | 238           |       |
| Łącznie        | 36      | 0         |               |               |       |